# 로잉머신

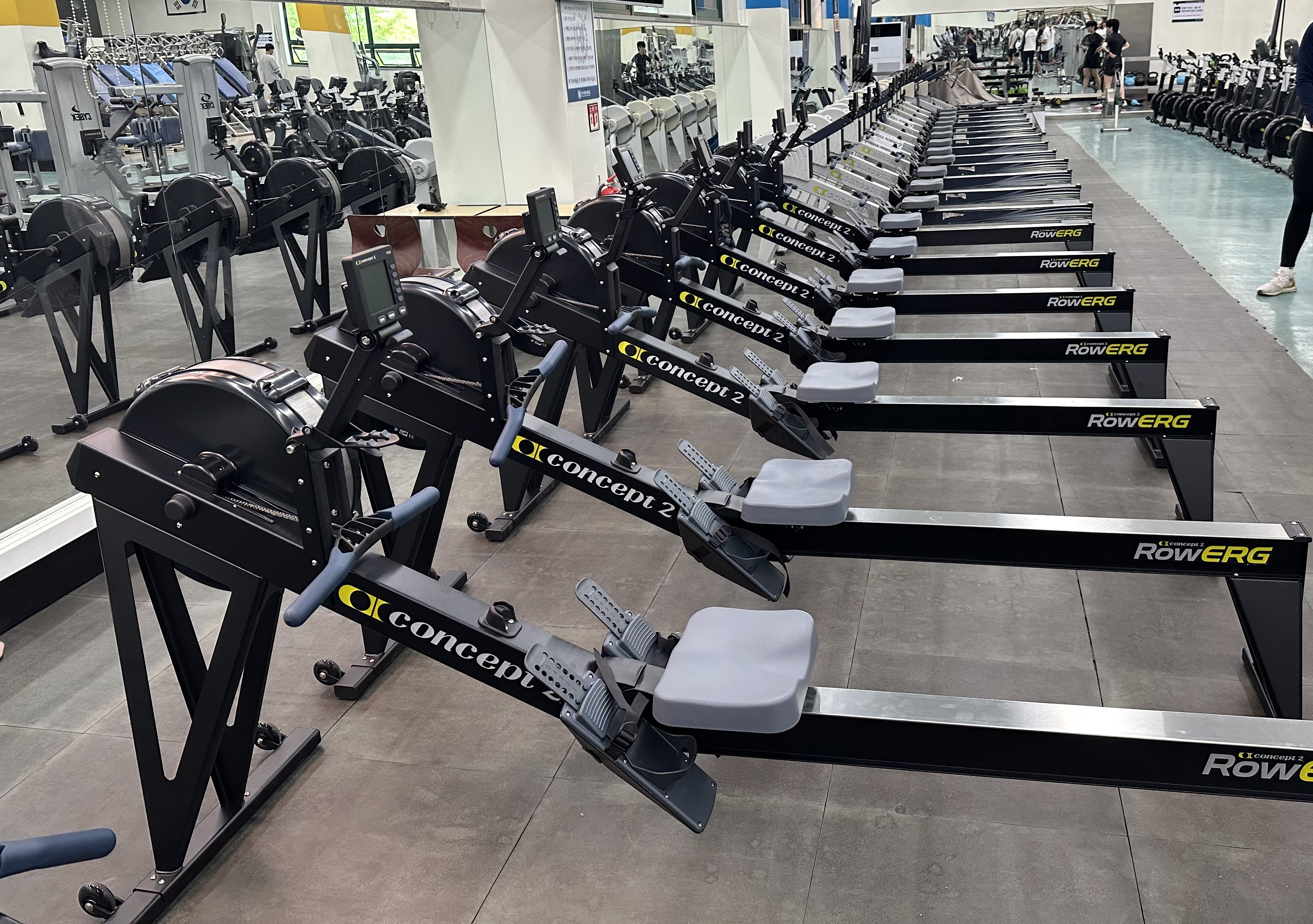
로잉머신

로잉머신(영어: rowing machine 또는 indoor rower)은 조정 선수들이 동계나 악천후 시 배를 타지 못할 때 실내에서 훈련할 수 있도록 만든 실내 조정 기구로 날씨와 장소에 구애받지 않고 훈련을 할 수 있도록 만들어진 기구이다.
로잉(rowing)을 위한 운동 또는 훈련을 목적으로 조정 경기정에서의 로잉 동작을 시뮬레이션하는 데 사용되는 머신이다. 현대의 로잉머신은 로잉머신이 수행하는 작업(에르그 단위로 측정 가능)을 측정하기 때문에 에르고미터로 알려져 있기도 하다. 로잉머신을 사용한 실내조정은 스포츠로 자리 잡았고 전 세계적으로 활발하게 진행되고 있다. 인도어 로어(indoor rower)라는 용어는 또한 이 스포츠의 참가자를 의미한다.

## 역사
기원전 4세기 아테네의 제독인 차브리아스는 보조 군사 훈련 장치로 최초의 로잉머신을 선보였다. 경험이 없는 노 젓는 사람을 훈련시키기 위해 차브리아스는 초보자가 배에 오르기 전에 기술과 타이밍을 배울 수 있는 나무 노젓기 틀을 육지에 만들었다.

## 같이 보기
- 조정 (스포츠)